# Папиору
Па́пиору (эст. Papioru) — бывшая деревня в уезде Вильяндимаа, Эстония.

## История
Первые сведения о деревне относятся к 1970 году.
В 1977 году деревня была объединена с посёлком Олуствере.

## Достопримечательности
В деревне находится Сууре-Яаниская русская православная церковь (эст. Suure-Jaani õigeusu kirik), построенная в 1906–1908 годах на «пожертвования неизвестного лица в размере 100 тысяч рублей от процентов с капитала». Службы в церкви проводились до 1989 года, затем она стала бесхозной и пришла в запустение. Иконостас церкви перевезли в Хаапсалускую церковь Марии Магдалины,  из церкви также вывезли колокола и люстру.
Рядом с деревней находится ландшафтный заповедник Папиору. Он был основан в 1964 году, и его площадь составляет 3,7 гектара. Целью заповедника является охрана глубокой надрезной долины с крутыми склонами, образовавшейся вследствие воздействия тающих материковых ледников на отложения пород. Территория получила свое название в честь деревянной церкви, когда-то стоявшей на склоне долины. Основание церкви сохранилось до наших дней.